# 反苞毛兰
反苞毛兰（学名：Eria excavata）为兰科毛兰属下的一个种。

## 扩展阅读
- 維基物種上的相關：反苞毛兰